# Calciatori del Palermo Football Club

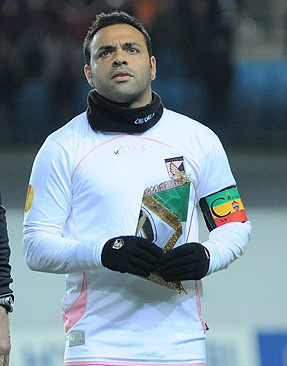
Fabrizio Miccoli, capitano del per quattro stagioni consecutive tra il 2009 e il 2013 e detentore del record assoluto di reti in maglia rosanero.

In più di 120 anni di storia sono oltre 1000 i calciatori del Palermo Football Club, società calcistica italiana con sede a Palermo.

## Lista dei capitani

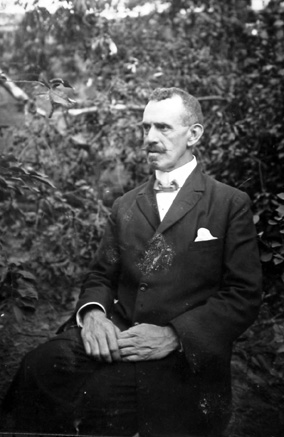
L'inglese George Blake primo capitano del club.

Sebbene la figura del capitano fosse già presente fin dagli albori del calcio italiano, le informazioni disponibili sui calciatori del club rosanero sono per lo più datate al periodo concomitante con la fine degli anni quaranta. Secondo le informazioni note, un totale di 48 calciatori del Palermo sono stati insigniti del ruolo, ultimo dei quali Matteo Brunori nel 2023.
Dati aggiornati al 17 agosto 2025.
| Calciatore            | Ruolo | Stagioni al club                 | Stagioni da capitano      | Presenze | Reti |
| --------------------- | ----- | -------------------------------- | ------------------------- | -------- | ---- |
| George Blake          | D     | 1900-1907                        | 1900-1907                 | 0        | 0    |
| Giovanni Varglien     | D/C   | 1947-1948                        | 1947-1948 (1)             | 31       | 2    |
| Gaetano Conti         | C     | 1938-1939, 1941-1950             | 1948-1950 (2)             | 141      | 11   |
| Čestmír Vycpálek      | C     | 1947-1952                        | 1950-1952 (2)             | 143      | 28   |
| Aredio Gimona         | C     | 1949-1953                        | 1952-1953 (1)             | 124      | 9    |
| Gino Giaroli          | D     | 1949-1954                        | 1953-1954 (1)             | 153      | 7    |
| Luciano Marchetti     | C     | 1950-1955                        | 1954-1955 (1)             | 114      | 0    |
| Vittorio Bergamo      | C     | 1955-1956                        | 1955-1956 (1)             | 22       | 2    |
| Giovanni Ballico      | C     | 1954-1958                        | 1956-1958 (2)             | 86       | 1    |
| Santiago Vernazza     | A     | 1957-1960                        | 1958-1960 (2)             | 121      | 54   |
| Enzo Benedetti        | C     | 1955-1965                        | 1960-1963 (3)             | 286      | 1    |
| Alberto Malavasi      | C     | 1957-1965                        | 1963-1965 (2)             | 268      | 14   |
| Bruno Giorgi          | C     | 1961-1966                        | 1965-1966 (1)             | 114      | 1    |
| Giorgio Tinazzi       | C     | 1964-1967                        | 1966-1967 (1)             | 97       | 19   |
| Giorgio Costantini    | D     | 1965-1970                        | 1967-1968 (1)             | 141      | 3    |
| Mario Giubertoni      | D     | 1964-1970                        | 1969 (1)                  | 213      | 2    |
| Graziano Landoni      | C     | 1966-1969 e 1969-1971            | 1968-1969 e 1969-1971 (3) | 138      | 4    |
| Spartaco Landini      | D     | 1970-1973                        | 1971-1973 (2)             | 105      | 0    |
| Ignazio Arcoleo       | C     | 1966-1967, 1969-1974 e 1978-1980 | 1973-1974 (1)             | 220      | 7    |
| Sandro Vanello        | C     | 1970-1975                        | 1974-1975 (1)             | 176      | 13   |
| Fiorino Pepe          | D     | 1973-1976                        | 1975-1976 (1)             | 91       | 6    |
| Erminio Favalli       | C     | 1971-1978                        | 1976-1978 (2)             | 228      | 6    |
| Filippo Citterio      | D     | 1975-1979                        | 1978-1979 (1)             | 146      | 6    |
| Fausto Silipo         | D     | 1978-1982                        | 1979-1982 (3)             | 127      | 14   |
| Antonio Lopez         | C     | 1980-1983                        | 1982-1983 (1)             | 113      | 8    |
| Mauro Di Cicco        | D     | 1976-1984                        | 1983-1984 (1)             | 269      | 0    |
| Valerio Majo          | C     | 1974-1978 e 1983-1986            | 1984-1986 (2)             | 241      | 17   |
| Giorgio Carrera       | D     | 1987-1988                        | 1987-1988 (1)             | 22       | 5    |
| Domenico Di Carlo     | D/C   | 1987-1990                        | 1988-1990 (3)             | 127      | 7    |
| Giacomo Modica        | C     | 1981-1984 e 1990-1992            | 1990-1992 (2)             | 96       | 13   |
| Massimiliano Favo     | C     | 1989-1994                        | 1992-1994 (2)             | 197      | 6    |
| Roberto Biffi         | D     | 1988-1999                        | 1994-1999 (5)             | 373      | 18   |
| Giuseppe Antonaccio   | D     | 1997-2000                        | 1999-2000 (1)             | 67       | 4    |
| Massimiliano Cappioli | C     | 2000-2002                        | 2000-2002 (2)             | 62       | 19   |
| Filippo Maniero       | A     | 2002-2003                        | 2002-2003 (1)             | 34       | 15   |
| Lamberto Zauli        | C     | 2002-2005                        | 2003-2004 (1)             | 74       | 14   |
| Eugenio Corini        | C     | 2003-2007                        | 2004-2007 (3)             | 146      | 27   |
| Andrea Barzagli       | D     | 2004-2008                        | 2007-2008 (1)             | 165      | 3    |
| Fabio Liverani        | C     | 2008-2011                        | 2008-2009 (1)             | 75       | 0    |
| Fabrizio Miccoli      | A     | 2007-2013                        | 2009-2013 (4)             | 179      | 81   |
| Édgar Barreto         | C     | 2011-2015                        | 2013-2015 (2)             | 125      | 7    |
| Stefano Sorrentino    | P     | 2013-2016                        | 2015-2016 (2)             | 120      | -148 |
| Roberto Vitiello      | D     | 2014-2017                        | 2016-2017 (1)             | 46       | 1    |
| Ilija Nestorovski     | A     | 2016-2019                        | 2017-2019 (2)             | 99       | 39   |
| Mario Santana         | C     | 2002-2003, 2004-2006 e 2019-2021 | 2019-2021 (2)             | 143      | 11   |
| Francesco De Rose     | C     | 2021-2022                        | 2021-2022 (1)             | 67       | 0    |
| Roberto Floriano      | A     | 2020-2023                        | 2022-2023 (1)             | 92       | 22   |
| Matteo Brunori        | A     | 2021-                            | 2023-                     | 163      | 75   |

## Record
Dati aggiornati al 10 maggio 2025.

### Presenze in partite ufficiali
| In assoluto 1. Roberto Biffi: 373 2. Enzo Benedetti: 286 3. Antonio De Bellis: 280 4. Mauro Di Cicco: 269 5. Alberto Malavasi: 268 6. Gennaro Santillo: 243 7. Valerio Majo: 241 8. Pietro De Sensi: 237 9. Franco Landri: 234 10. Erminio Favalli: 228 | Campionato 1. Roberto Biffi: 319 2. Enzo Benedetti: 271 3. Antonio De Bellis: 258 4. Alberto Malavasi: 249 5. Mauro Di Cicco: 238 6. Gennaro Santillo: 235 7. Franco Landri: 213 8. Valerio Majo: 212 9. Erminio Favalli: 203 Pietro De Sensi: 203 | Competizioni UEFA 1. Andrea Barzagli: 15 Franco Brienza: 15 Mattia Cassani: 15 2. Andrea Caracciolo: 12 3. Cristian Zaccardo: 10 Giulio Migliaccio: 10 4. Mariano González: 9 Mario Santana: 9 Giovanni Tedesco: 9 Federico Balzaretti: 9 Cesare Bovo: 9 |

| Serie A 1. Fabrizio Miccoli: 165 2. Mattia Cassani: 161 3. Giulio Migliaccio: 158 4. Gino Giaroli: 151 5. Dante Di Maso: 147 6. Federico Balzaretti: 143 7. Andrea Barzagli: 142 Cristian Zaccardo: 142 8. Fábio Simplício: 129 9. Aredio Gimona: 124 | Serie B 1. Mauro Di Cicco: 238 2. Antonio De Bellis: 211 3. Valerio Majo: 183 4. Erminio Favalli: 177 5. Enzo Benedetti: 170 Giampaolo Montesano: 170 6. Massimo De Stefanis: 169 7. Ignazio Arcoleo: 163 8. Roberto Biffi: 157 9. Alberto Malavasi: 156 |

| Serie C/C1 1. Roberto Biffi: 162 2. Pietro De Sensi: 130 3. Giampiero Pocetta: 104 4. Massimiliano Favo: 96 5. Fabrizio Bucciarelli: 95 6. Vincenzo Sicignano: 89 7. Domenico Di Carlo: 68 8. Alberto Pelagotti: 66 9. Gregorio Luperini: 63 Vincenzo Montalbano: 63 | Serie C2/D 1. Daniele Marsan: 34 2. Pietro Pappalardo: 32 3. Antonio Manicone: 31 Mariano Marchetti: 31 4. Claudio Casale: 30 Rocco Massimo Macrì: 30 5. Domenico Di Carlo: 29 Santino Nuccio: 29 6. Massimo Bigotto: 28 7. Angelo Cracchiolo: 27 |

| Coppa Italia 1. Mauro Di Cicco: 31 2. Ignazio Arcoleo: 28 Valerio Majo: 28 3. Sandro Vanello: 25 Erminio Favalli: 25 4. Massimo De Stefanis: 22 5. Aldo Cerantola: 21 Andrea Conte: 21 6. Giorgio Barbana: 20 | Coppa Italia Serie C 1. Roberto Biffi: 35 2. Giampiero Pocetta: 33 3. Domenico Di Carlo: 28 4. Fabrizio Bucciarelli: 27 5. Pietro De Sensi: 25 6. Massimiliano Favo: 24 |

### Marcature in partite ufficiali
| In assoluto 1. Fabrizio Miccoli: 81 2. Matteo Brunori: 75 3. Carlo Radice: 62 4. Santiago Vernazza : 54 5. Luca Toni: 51 6. Gaetano Troja: 48 7. Silvino Bercellino: 42 Dante Di Maso: 42 8. Umberto Di Falco: 41 9. Ilija Nestorovski: 39 | Competizioni UEFA 1. Franco Brienza: 4 Abel Hernández: 4 2. Massimo Maccarone: 3 Stephen Makinwa: 3 3. Andrea Caracciolo: 2 Leandro Rinaudo: 2 Fábio Simplício: 2 4. 18 calciatori: 1 |

| Coppa Italia 1. Massimo De Stefanis: 7 2. Fabrizio Miccoli: 6 3. Giacomo Lorenzini: 5 Gaetano Troja : 5 4. Egidio Calloni: 4 Filippo Citterio: 4 Mariano González:4 Josip Iličić: 4 Valerio Majo: 4 Aleksandar Trajkovski: 4 | Coppa Italia Serie C 1. Luca Cecconi: 6 2. Claudio Casale: 5 Maurizio D’Este: 5 3. Emilio Belmonte: 4 Santino Nuccio: 4 |

| Campionati Italiani 1. Fabrizio Miccoli: 74 2. Matteo Brunori: 68 3. Carlo Radice: 62 4. Santiago Vernazza: 51 5. Luca Toni: 50 6. Gaetano Troja: 43 7. Dante Di Maso: 42 8. Silvino Bercellino: 39 Umberto Di Falco: 39 9. Ilija Nestorovski: 38 | Serie A 1. Fabrizio Miccoli: 74 2. Dante Di Maso: 40 3. Edinson Cavani: 34 4. Amauri: 23 5. Helge Bronée: 22 6. Fábio Simplício: 21 7. Pietro De Santis: 20 Şükrü Gülesin: 20 Josip Iličič: 20 Luca Toni: 20 Santiago Vernazza: 20 Čestmír Vycpálek: 20 | Serie B 1. Carlo Radice: 44 2. Matteo Brunori : 43 3. Gaetano Troja: 35 4. Silvino Bercellino: 33 5. Santiago Vernazza: 31 6. Massimo De Stefanis: 30 Luca Toni: 30 7. Vito Chimenti: 29 Giovanni De Rosa: 29 8. Ilija Nestorovski: 27 |

| Serie C/C1 1. Matteo Brunori: 25 2. Firmino Elia: 16 3. Massimiliano Cappioli: 15 Gabriele Messina: 15 4. Luca Cecconi: 14 Pietro De Sensi: 14 5. Umberto Di Falco: 13 Lorenzo Lucca: 13 Carlo Radice: 13 | Serie C2/D 1. Claudio Casale: 13 2. Maurizio D'Este: 12 3. Santino Nuccio: 9 Giovanni Ricciardo: 9 4. Roberto Floriano: 6 5. Ferdinando Sforzini: 5 6. Mattia Felici: 4 Sossio Perfetto: 4 |

### Capocannonieri per singola stagione

Luca Toni, autore di 30 gol in 45 gare del campionato di Serie B 2003-2004, grazie alle quali ha vinto il titolo di capocannoniere e ha contribuito alla promozione del Palermo in Serie A.

Nessun calciatore ha vinto la classifica dei marcatori del campionato italiano quando vestiva la maglia del Palermo, ma cinque giocatori hanno vinto quella del campionato cadetto. In tale competizione il Palermo si trova al secondo posto, ex aequo con il Modena, per numero di volte in cui un tesserato ha vinto la classifica marcatori.
Soltanto in un'altra occasione un calciatore rosanero ha guadagnato il titolo di capocannoniere di una competizione, Matteo Brunori nella stagione 2021-2022 di Serie C.
| In Serie B 1. Carlo Radice: 28 (1931-1932) 2. Aurelio Pavesi De Marco: 21 (1947-1948) 3. Santiago Vernazza: 19 (1958-1959) 4. Gianni De Rosa: 19 (1981-1982) 5. Luca Toni: 30 (2003-2004) | In Serie C 1. Matteo Brunori: 25 (2021-2022) |

### Altri record individuali

Mario Santana, che nel 2020 è diventato l'unico calciatore rosanero ad aver giocato con il club dalla Serie A fino alla Serie D.

- Giocatori con il maggior numero di gol in una singola partita:
Oliviero Icardi, 5 reti (Palermo-Pro Vercelli 6-0, Serie B 1936-1937).
Salvatore Campilongo, 5 reti (Lecce-Palermo 1-7, Serie B 1994-1995)[10]
- Giocatore con il maggiore numero di gol in una singola partita in Serie A:
Carlo Galli, 4 reti (Palermo-Pro Patria 8-0, 9ª g. Serie A 1950-1951).[11]
- Giocatore con il maggior numero di gol in un anno solare:
Matteo Brunori, 34 reti (2022).[12]
- Giocatore con il maggior numero di gol in una stagione:
Luca Toni, 30 reti (2003-04).[13]
- Giocatore con il maggior numero di gol in un singolo campionato di Serie A:
Luca Toni, 20 reti (2004-05).
- Giocatore con il maggior numero di gol in un singolo campionato di Serie B (e in assoluto):
Luca Toni, 30 reti (2003-04).[13]
- Giocatore con il maggior numero di gol in un singolo campionato di Serie C:
Matteo Brunori, 25 reti (2021-22).[8]
- Giocatore andato a segno contro più avversarie:
Matteo Brunori, 42 squadre (2021-).[12]
- Giocatore con il maggior numero di rigori segnati in assoluto:
Matteo Brunori, 20 reti (2021-).[14]
- Giocatore con il maggior numero di rigori segnati in Serie A:
Fabrizio Miccoli, 14 reti (2007-2013).[15]
- Giocatore con il maggior numero di doppiette realizzate in assoluto:
Carlo Radice, 14 (1929-1933).
- Giocatore con il maggior numero di doppiette realizzate in Serie A:
Fabrizio Miccoli, 5 (2007-2013).[15]
- Giocatore con il maggior numero di triplette realizzate in assoluto e in Serie A:
Fabrizio Miccoli, 4 (2007-2013).[15]
- Giocatore andato a segno per il maggior numero di partite consecutive:
Matteo Brunori, 8 (Serie C 2021-2022).[16]
- Giocatore andato a segno per il maggior numero di giornate consecutive in Serie A:
Şükrü Gülesin, 7 (Serie A 1950-1951)[17]
- Giocatore con il maggior numero di goal da subentrato:
Edoardo Soleri, 19 (2021-2024)[18]
- Giocatore con il maggior numero di goal da subentrato in una singola stagione:
Edoardo Soleri, 12 (2021-2022)[18]
- Unico calciatore ad aver giocato e segnato in tutte le categorie:
Mario Santana (Serie A, Serie B, Serie C, Serie D).[9]

### Record di precocità/anzianità
- Giocatore più anziano ad aver giocato in una partita ufficiale: Alberto Fontana - 41 anni e 297 giorni (Palermo-Inter 0-2, 12ª g. Serie A 2008-2009)
- Giocatore più giovane ad aver giocato in una partita ufficiale: Gabriele Zerbo - 16 anni, 6 mesi e 29 giorni (Losanna-Palermo 0-1, fase a gironi UEFA Europa League 2010-2011)[19]
- Giocatore più giovane ad aver giocato in Serie A: Giuseppe Candurra - 16 anni, 9 mesi e 28 giorni (Torino-Palermo 3-0, 38ª g. Serie A 1948-1949)
- Giocatore più anziano ad aver segnato in una partita ufficiale: Ermenegildo Negri - 40 anni, 3 mesi e 8 giorni (Sanremese-Palermo 2-1, 34ª g. Serie B 1939-1940)
- Giocatore più anziano ad aver segnato in Serie A: Giovanni Tedesco - 36 anni e 355 giorni (Palermo-Cagliari 5-1, 34ª g. Serie A 2008-2009)
- Giocatore più giovane ad aver segnato in una partita ufficiale: Salvatore Vicari - 17 anni, 6 mesi e 26 giorni (Palermo-Trapani 4-0, fase a gironi, Coppa Italia Serie C 1998-1999)
- Giocatore più giovane ad aver segnato in Serie A: Levan Mch'edlidze - 18 anni e 195 giorni (Juventus-Palermo 1-2, 6ª g. Serie A 2008-2009)

## Capocannonieri stagione per stagione
| Stagione  | Giocatore                                   | Reti                                        | Serie                                       |
| --------- | ------------------------------------------- | ------------------------------------------- | ------------------------------------------- |
| 1929-1930 | Carlo Radice                                | 13                                          | Prima Divisione                             |
| 1930-1931 | Carlo Radice                                | 16                                          | B                                           |
| 1931-1932 | Carlo Radice                                | 28                                          | B                                           |
| 1932-1933 | Giovanni Chiecchi                           | 9                                           | A                                           |
| 1933-1934 | Aldo Giuseppe Borel                         | 12                                          | A                                           |
| 1934-1935 | Bruno Castellani                            | 5                                           | A                                           |
| 1934-1935 | Coriolano Palumbo                           | 5                                           | A                                           |
| 1934-1935 | Angelo Piccaluga                            | 5                                           | A                                           |
| 1935-1936 | Antonio Bonesini                            | 5                                           | A                                           |
| 1935-1936 | Coriolano Palumbo                           | 5                                           | A                                           |
| 1936-1937 | Oliviero Icardi                             | 17                                          | B                                           |
| 1937-1938 | Balilla Lombardi                            | 14                                          | B                                           |
| 1938-1939 | Romolo Celant                               | 9                                           | B                                           |
| 1939-1940 | Romolo Celant                               | 9                                           | B                                           |
| 1940-1941 | Campionato non giocato                      | Campionato non giocato                      | Campionato non giocato                      |
| 1941-1942 | Umberto Di Falco                            | 13                                          | C                                           |
| 1942-1943 | Aldo Zucchero                               | 5                                           | B                                           |
| 1943-1944 | Campionato non disputato per motivi bellici | Campionato non disputato per motivi bellici | Campionato non disputato per motivi bellici |
| 1944-1945 | N.D.                                        | N.D.                                        | Camp. Siciliano                             |
| 1945-1946 | Luigi Perugini                              | 5                                           | Div. Nazionale                              |
| 1946-1947 | Balilla Lombardi                            | 9                                           | B                                           |
| 1947-1948 | Aurelio Pavesi De Marco                     | 21                                          | B                                           |
| 1948-1949 | Pietro De Santis                            | 12                                          | A                                           |
| 1948-1949 | Aurelio Pavesi De Marco                     | 12                                          | A                                           |
| 1949-1950 | Dante Di Maso                               | 10                                          | A                                           |
| 1949-1950 | Čestmír Vycpálek                            | 10                                          | A                                           |
| 1950-1951 | Dante Di Maso                               | 15                                          | A                                           |
| 1951-1952 | Helge Bronée                                | 11                                          | A                                           |
| 1952-1953 | Lorenzo Bettini                             | 8                                           | A                                           |
| 1952-1953 | Enrique Martegani                           | 8                                           | A                                           |
| 1953-1954 | Enrique Martegani                           | 10                                          | A                                           |
| 1954-1955 | Franco Maselli                              | 6                                           | B                                           |
| 1954-1955 | Angelo Turconi                              | 6                                           | B                                           |
| 1955-1956 | Franco Maselli                              | 7                                           | B                                           |
| 1956-1957 | Santiago Vernazza                           | 11                                          | A                                           |
| 1957-1958 | Santiago Vernazza                           | 13                                          | B                                           |
| 1958-1959 | Santiago Vernazza                           | 19                                          | B                                           |
| 1959-1960 | Santiago Vernazza                           | 11                                          | A                                           |
| 1960-1961 | Eugenio Fantini                             | 14                                          | B                                           |
| 1961-1962 | José Ferdinando Puglia                      | 10                                          | A                                           |
| 1962-1963 | Rune Börjesson                              | 7                                           | A                                           |
| 1963-1964 | Santino Maestri                             | 10                                          | B                                           |
| 1964-1965 | Giorgio Tinazzi                             | 11                                          | B                                           |
| 1965-1966 | Gaetano Troja                               | 14                                          | B                                           |
| 1966-1967 | Silvino Bercellino                          | 15                                          | B                                           |
| 1967-1968 | Silvino Bercellino                          | 9                                           | B                                           |
| 1967-1968 | Gilbert Perrucconi                          | 9                                           | B                                           |
| 1968-1969 | Sergio Pellizzaro                           | 11                                          | A                                           |
| 1969-1970 | Gaetano Troja                               | 7                                           | A                                           |
| 1970-1971 | Silvino Bercellino                          | 7                                           | B                                           |
| 1970-1971 | Gaetano Troja                               | 7                                           | B                                           |
| 1971-1972 | Enzo Ferrari                                | 12                                          | B                                           |
| 1972-1973 | Arturo Ballabio                             | 3                                           | A                                           |
| 1972-1973 | Luigino Vallongo                            | 3                                           | A                                           |

| Stagione  | Giocatore                | Reti                     | Serie                    |
| --------- | ------------------------ | ------------------------ | ------------------------ |
| 1973-1974 | Giacomo La Rosa          | 16                       | B                        |
| 1974-1975 | Giorgio Barbana          | 7                        | B                        |
| 1975-1976 | Guido Magherini          | 11                       | B                        |
| 1976-1977 | Sergio Magistrelli       | 7                        | B                        |
| 1977-1978 | Vito Chimenti            | 18                       | B                        |
| 1978-1979 | Vito Chimenti            | 14                       | B                        |
| 1979-1980 | Giampaolo Montesano      | 6                        | B                        |
| 1979-1980 | Fausto Silipo            | 6                        | B                        |
| 1980-1981 | Egidio Calloni           | 14                       | B                        |
| 1981-1982 | Gianni De Rosa           | 19                       | B                        |
| 1982-1983 | Gianni De Rosa           | 10                       | B                        |
| 1983-1984 | Massimo De Stefanis      | 14                       | B                        |
| 1984-1985 | Gabriele Messina         | 15                       | C1                       |
| 1985-1986 | Orazio Sorbello          | 9                        | B                        |
| 1986-1987 | Campionato non disputato | Campionato non disputato | Campionato non disputato |
| 1987-1988 | Claudio Casale           | 18                       | C2                       |
| 1988-1989 | Gaetano Auteri           | 11                       | C1                       |
| 1989-1990 | Gaetano Musella          | 12                       | C1                       |
| 1990-1991 | Giorgio Lunerti          | 13                       | C1                       |
| 1991-1992 | Antonio Rizzolo          | 11                       | B                        |
| 1992-1993 | Luca Cecconi             | 21                       | C1                       |
| 1993-1994 | Antonio Soda             | 8                        | B                        |
| 1994-1995 | Salvatore Campilongo     | 9                        | B                        |
| 1994-1995 | Pietro Maiellaro         | 9                        | B                        |
| 1995-1996 | Gaetano Vasari           | 12                       | B                        |
| 1996-1997 | Giampaolo Saurini        | 17                       | B                        |
| 1997-1998 | Gianluca Triuzzi         | 10                       | C1                       |
| 1998-1999 | Andrea D'Amblè           | 8                        | C1                       |
| 1999-2000 | Luca Lugnan              | 8                        | C1                       |
| 2000-2001 | Massimiliano Cappioli    | 16                       | C1                       |
| 2001-2002 | Cristian La Grottería    | 11                       | B                        |
| 2001-2002 | Stefano Guidoni          | 11                       | B                        |
| 2002-2003 | Filippo Maniero          | 15                       | B                        |
| 2003-2004 | Luca Toni                | 30                       | B                        |
| 2004-2005 | Luca Toni                | 21                       | A                        |
| 2005-2006 | Andrea Caracciolo        | 11                       | A                        |
| 2006-2007 | Eugenio Corini           | 10                       | A                        |
| 2006-2007 | David Di Michele         | 10                       | A                        |
| 2007-2008 | Amauri                   | 15                       | A                        |
| 2008-2009 | Edinson Cavani           | 15                       | A                        |
| 2009-2010 | Fabrizio Miccoli         | 22                       | A                        |
| 2010-2011 | Javier Pastore           | 13                       | A                        |
| 2011-2012 | Fabrizio Miccoli         | 17                       | A                        |
| 2012-2013 | Josip Iličič             | 11                       | A                        |
| 2013-2014 | Abel Hernández           | 14                       | B                        |
| 2014-2015 | Paulo Dybala             | 13                       | A                        |
| 2015-2016 | Alberto Gilardino        | 11                       | A                        |
| 2016-2017 | Ilija Nestorovski        | 11                       | A                        |
| 2017-2018 | Ilija Nestorovski        | 13                       | B                        |
| 2018-2019 | Ilija Nestorovski        | 15                       | B                        |
| 2019-2020 | Giovanni Ricciardo       | 9                        | D                        |
| 2020-2021 | Lorenzo Lucca            | 13                       | C                        |
| 2021-2022 | Matteo Brunori           | 29                       | C                        |
| 2022-2023 | Matteo Brunori           | 20                       | B                        |
| 2023-2024 | Matteo Brunori           | 17                       | B                        |
| 2024-2025 | Matteo Brunori           | 9                        | B                        |
| 2024-2025 | Joel Pohjanpalo          | 9                        | B                        |

## Calciatori premiati

### A livello nazionale
| Oscar del calcio · Gran Galà del calcio AIC * Categorie vigenti: - Squadra dell'anno (2011-presente): 1. Federico Balzaretti: 2012 Categorie scomparse: - Miglior giovane (1997-2010): 1. Javier Pastore: 2010 |

* L'Oscar del calcio fu assegnato dall'Associazione Italiana Calciatori (AIC) dal 1997 al 2010. Dall'anno seguente l'AIC riformulò la premiazione ribattezzandola col nome di Gran Galà del calcio, sopprimendo i riconoscimenti individuali al miglior calciatore italiano, miglior calciatore straniero, miglior portiere e miglior difensore, e rimpiazzandoli con un unico premio al miglior undici dell'anno.

### A livello internazionale
- Calciatore danese dell'anno:

1. Simon Kjaer: 2009[20]

- Calciatore macedone dell'anno

1. Aleksandar Trajkovski: 2015[21]
2. Ilija Nestorovski: 2016

### Calciatori vincitori di titoli con le Nazionali

#### Campioni del mondo
- Simone Barone (Germania 2006)
- Andrea Barzagli (Germania 2006)
- Fabio Grosso (Germania 2006)
- Cristian Zaccardo (Germania 2006)

#### Vincitori della Copa América
- Abel Hernández (Argentina 2011)

#### Vincitori della CONCACAF Nations League
- Kristoffer Lund (USA 2023-2024)

#### Vincitori del Campionato d'Europa Under-21
- Robin Quaison (Repubblica Ceca 2015)

#### Medaglie al torneo olimpico
- Mariano González (Atene 2004) (oro)
- Andrea Barzagli (Atene 2004) (bronzo)
- Andrea Gasbarroni (Atene 2004) (bronzo)

## Hall of Fame
Nel 2020, in occasione dell'apertura del Palermo Museum, la società rosanero ha chiesto ai propri tifosi di votare gli 11 giocatori più rappresentativi della storia rosanero, scegliendo da una lista di 109 calciatori e 12 allenatori stilata da Giovanni Tarantino.
| Hall of fame Portieri: 1. Stefano Sorrentino Difensori: 1. Federico Balzaretti 2. Andrea Barzagli 3. Fabio Grosso Centrocampisti: 1. Eugenio Corini 2. Josip Iličić 3. Javier Pastore 4. Lamberto Zauli Attaccanti: 1. Paulo Dybala 2. Fabrizio Miccoli 3. Luca Toni Allenatore: 1. Francesco Guidolin |